# Letca Nouă
Letca Nouă è un comune della Romania di 3 536 abitanti, ubicato nel distretto di Giurgiu, nella regione storica della Muntenia.
Il comune è formato dall'unione di 3 villaggi: Letca Nouă, Letca Veche, Milcovățu.